# Удрешти (Валча)
Удрешти (рум. Udrești) насеље је у Румунији у округу Валча у општини Даничеј. Oпштина се налази на надморској висини од 469 m.

## Становништво
Према подацима из 2002. године у насељу је живело 79 становника, од којих су сви румунске националности.